# Jerry Broome
Jerry Broome est un acteur américain né le 28 février 1966 à Waco au Texas.

## Filmographie
- 2000 : Sixty Cups of Coffee (court métrage) : Rickie Cass
- 2004 : Press Play (court métrage) : Joel
- 2005 : As the World Turns (série télévisée) : EMT
- 2005 : The Flip Side (court métrage) : Rip Hooper
- 2006 : The Riverbank (court métrage) : Detective Pearce
- 2005-2006 : One Life to Live (série télévisée) : Officer Williams
- 2006 : Thug Kidz : Cop 2
- 2007 : All My Children (série télévisée) : Camera Guy
- 2007 : Fortunes of War (court métrage) : Thomas
- 2007 : Into the Dark (court métrage) : Jack
- 2008 : Death on Demand : Sean McIntyre
- 2010 : Fish: A Boy in a Man's Prison (court métrage) : Prison Psychologist Russell
- 2011 : Retrieval (court métrage) : Kyle
- 2011 : The Water's Edge (court métrage) : Jack
- 2011 : Roll Call : Eddy Jackson
- 2011 : Celebrity Ghost Stories (série télévisée documentaire) : Mr. Allaire
- 2011 : A Few Shy (court métrage) : Frank Boyle
- 2012 : Upon Our Children (court métrage) : Genevieve's Client
- 2013 : Dr. Gold's Dream Drink (court métrage) : Darryl
- 2014 : Homegrown (court métrage) : Milo
- 2014 : The Young and the Restless (série télévisée) : Homeless Man
- 2014 : Pink Cab (court métrage) : Boss Man
- 2014 : Remnant : Marshell
- 2015 : Crazy Ei8hth (court métrage) : Rough Man
- 2015 : Die Trying (court métrage) : Donny
- 2015 : Ol' School : Eddy Jackson
- 2015 : Breakdown de Thomas Haley : Otis